# كارولين سلوتر
كارولين سلوتر (بالإنجليزية: Carolyn Slaughter)‏ (7 يناير 1946، نيودلهي في الهند)؛ روائية أمريكية. درست في جامعة روتجرز.